# Xanthograpta trilatalis
Xanthograpta trilatalis là một loài bướm đêm thuộc họ Noctuidae. Nó được tìm thấy ở North Hindostan và Maharashtra ở Ấn Độ.